# 车隆
车隆（1918年—？），原名车建宝，山东荣成市南崖西头村人。中华人民共和国政治人物。

## 生平
1940年参加革命，同年10月加入中国共产党，先后任荣成五区区委书记，中共即东县委组织部长。1949年2月至1950年3月，担任中共莱东县委书记。之后莱东县、莱西县合并，成立新的莱阳县，1950年5月，担任莱阳县委书记。1951年后，历任国家航空工业局113厂党委书记，航天部112厂党委办公室主任，116厂副厂长，430厂政治部副主任、顾问等职。1983年离休。